# Xylopia spruceana
Xylopia spruceana är en kirimojaväxtart som beskrevs av George Bentham och Richard Spruce. Xylopia spruceana ingår i släktet Xylopia och familjen kirimojaväxter. Inga underarter finns listade i Catalogue of Life.